# バブ・エル・マンデブ海峡

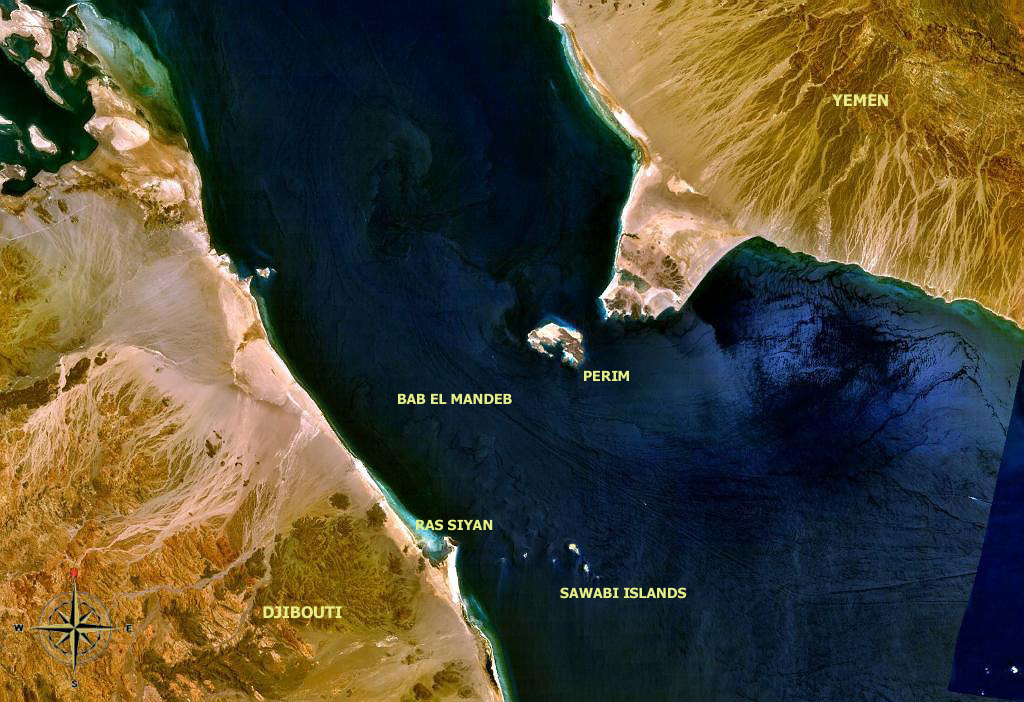
衛星写真

バブ・エル・マンデブ海峡（バブ・エル・マンデブかいきょう、アラビア語:باب المندب、英語:Bab el-Mandeb Strait、Bab-el-Mandeb Strait、Bab el Mandeb Strait等）は、アラビア半島南西部のイエメンと東アフリカのエリトリア、ジブチ国境付近の海峡で、アラビア語で「嘆きの門、悲嘆の門」を意味する。
この海峡で紅海とアデン湾を分け、その先のアラビア海へと続いている。マンデブ海峡 (Mandeb Strait) と呼称されることも多い。

## 概要
海峡の幅は30kmほどしかなく、しかも東部にはペリム島（イエメン領）、西部にはサワビ諸島（ジブチ領）があり、航路はさらに限られる。
世界の航海・海運や地政学上の重要な海峡（チョークポイント）であり、イギリス、フランス、イタリアが競って周囲を植民地にしていった。第四次中東戦争中はエジプト海軍が駆逐艦2隻を同海峡に派遣し、（当時友好国同士であった）イランからイスラエル向け石油の流通を海上封鎖した。この海峡に面するジブチには現在も、フランスやアメリカ合衆国、日本、中国などが部隊派遣や拠点展開を行っている。
2018年7月26日、サウジアラビアで原油の積み出しを行ったタンカー2隻がイエメン沖で反政府勢力フーシからの攻撃を受けた。このためサウジアラビア政府は、安全を確保するため翌月8月5日まで海峡を通過する石油輸送の停止を行った。

## 自衛隊の派遣
この海域は海賊などの活動が見られ、2019年6⽉には⽇本関係船舶「コクカ・カレイジャス」号の被害が発⽣。日本からはかねてより日本関係船舶保護の目的で自衛隊が派遣されており、ジブチを拠点として
- 海上部隊（200名）と護衛艦による護送や海域の監視
- 航空隊（60名）によるP-3C哨戒機を使った監視と日本国ならびに他国船舶への情報提供
- 支援隊（120名）によるサポート

が行われている。
ジブチに拠点を置く自衛隊はソマリアの海賊対策だけでなくスーダン紛争を受けての法人待避、2023年11月に発生したタンカー乗っ取り事件にも対応。バブ・エル・マンデブ海峡を始めとする周辺海域での活動を続けている。
なお活動対象海域はバブ・エル・マンデブ海峡以東のイエメン沖、オマーン沖付近となっており、紅海は含まれない。ジブチ派遣は海賊多発海域における日本船舶の警備に関する特別措置法施行令によるものであることから、2023年11月19日に紅海で発生したフーシ派による日本郵船運行貨物船の拿捕事件を機に、紅海も含めての体制となるかどうかが議論されるようになった。

## 名称

### 意味
バブ・エル・マンデブは原語であるアラビア語の発音に含まれる長母音を含まない当て字だが、1910年代の書籍でも同様の「バブ・エル・マンデブ」となっているなど100年以上使い続けられてきたカタカナ表記となっている。
アラビア語表記：مَضِيقُ بَابِ الْمَنْدَبِ
文語アラビア語発音：Maḍīq Bāb al-Mandab（マディーク・バーブ・アル＝マンダブ, 実際には途切れず発音するためマディーク・バーブ・ル＝マンダブとなる）
口語アラビア語発音：Maḍīq Bāb el-Mandeb（マディーク・バーブ・エル＝マンデブ, 実際には途切れず発音するためマディーク・バーブ・ル＝マンデブ、マディーク・バービ・ル＝マンデブ等となる）
文語アラビア語における発音と各部の意味：
- مَضِيق（maḍīq, マディーク）：【場所名詞語形】（1）狭い場所、狭まっている場所（2）海峡[12]
- بَاب（bāb, バーブ）：【名詞】（1）戸、扉、ドア（2）門[13]
- اَلْـ（al-, アル＝）：【定冠詞】英語の the に相当[14]
- مَنْدَب（mandab, マンダブ）：【動詞（نَدَبَ, nadaba, ナダバ, 「死者の死を悼んで嘆く・号泣する」の意）に由来する場所名詞語形】嘆き、死者を想って泣くこと、死者を追悼して号泣すること[15][16]
- بَاب الْمَنْدَبِ（bāb al-mandab, バーブ・アル＝マンダブ, 実際の発音：bābu-l-mandab(バーブ・ル＝マンダブ)）：【名詞・被属格支配＋名詞・属格支配の複合語】嘆きの門、悲嘆の門

### 命名の由来
バブ・エル・マンデブ（バーブ・エル＝マンデブ）自体はイエメンの海沿いにある投錨地・停泊地、海岸、湾の名称。
由来についてはいくつかの説がある。
1. 海峡の幅が狭くまた潮の流れが急であること、毎年11月から数ヶ月ほどは季節風が強くインド洋の方向から地中海の方へ向けて吹くこと、サンゴ礁や小島が点在することからインド洋-紅海を往来する帆船には常に座礁や沈没の危険がつきまとった。この海域で溺れ死に命を落とした船乗りたち、行方不明になったまま帰還しなかった夫たちを悼み彼らの妻らが浜辺で嘆き悲しんだことが命名の由来だとする説。
2. アラビア語の「嘆きの門、悲嘆の門」という意味ではなくそれよりも古いヒムヤル語での呼び名「من ندب أي」（渡る、通過する）だとする説。
3. アビシニア（現エチオピア付近にあったアクスム王国）と最後のヒムヤル王ズー・ヌワース軍が交戦した際にアビシニア側の人間が敗走して海を渡りイエメン側に渡航。自軍の死者らを悼み嘆き悲しんだことから「嘆きの門、悲嘆の門」と命名されたとする説。
4. アラブ人が海向こうのアフリカに略奪を仕掛けていた時代、現地の人々は奴隷としてアラビア半島に連行された。捕虜となったアフリカ人の母親たちが子を奪われ失った悲しみから嘆き涙にくれたことが由来とする説。
5. アジア大陸とアフリカ大陸とが分離した時の大地震により溺れ死んだ大勢の人々にちなむとする説。

### ヤークート・アル＝ハマウィーによる地名解説
中世の資料では単に اَلْمَنْدَب（al-Mandab, アル＝マンダブ）の名前で「ザビード向かいにある、見下ろしがきく山に接した投錨地・停泊地」として登場するなどしている。西暦1220年頃に刊行されたヤークート・アル＝ハマウィー著『مُعْجَم الْبُلْدَانِ』（Muʿjam al-Buldān, ムウジャム・アル＝ブルダーン, 「諸国辞典、諸国集成」の意）では、嘆き・悲嘆という意味合いは登場せず「派遣場所、派遣先」が由来だと説明されている。
イエメンの王らがこの海の難所を敵軍を沈没させるための戦略的拠点と考え、この地点にアクセスするための経路を作らせるべく配下の者たちを"派遣した（نَدَبَ, nadaba,「派遣する」の意で「死者の死を悼んで嘆く・号泣する」と同綴同音意義）"ことがこの地名「アル＝マンダブ」の意味だという。

### 別名
この海峡には「嘆きの門、悲嘆の門」と関連した別名が存在する。
- بَوَّابَة الدُّمُوعِ（Bawwābat al-Dumūʿ, バウワーバト・アッ＝ドゥムーウ, 実際の発音：bawwābatu-d-dumūʿ(バウワーバトゥ・ッ＝ドゥムーウ)）：涙の門[23]
- مَضِيق الدُّمُوعِ（Maḍīq al-Dumūʿ, マディーク・アッ＝ドゥムーウ, 実際の発音：maḍīqu-d-dumūʿ(マディーク・ッ＝ドゥムーウ)）：涙の海峡[19]

## 出アフリカ
約20万年前に東アフリカの大地溝帯で誕生した現生人類は、約7万年前の最終氷期の始まりにより気候が乾燥化し、草原および狩りの獲物が減少したために移住を余儀なくされ、海水準が降下したためにバブ・エル・マンデブ海峡の幅が11kmほどに縮まった時に、海峡を通じてアラビア半島南部へ渡ったとする仮説がある。
当時もアラビア半島内陸部には砂漠が広がり、人類の生存に適していなかった一方で、海水準の低下によりアラビア半島南部沿岸は今よりも陸地が広く、インド洋のモンスーンを水源とする、淡水の湧くオアシスが点在し、それを頼りに海岸沿いに移動したとされる。現在のイエメンからオマーンにかけての陸地に、約7万年前から約1万2000年前までの間、人類が住んでいた痕跡がある。オマーンには現在でも当時の名残を思わせるドファール山地が存在する。アラビア半島を海岸沿いに反時計周りに移動すれば、ペルシャ湾へと到達する。ペルシャ湾は現在平均水深50mほどの浅い内海で、当時はホルムズ海峡のあたりまで、周囲から河川が流れ込む水と緑の豊かな陸地（峡谷）だったと考えられている。人類はそこからさらにメソポタミアやヨーロッパやアジアやオーストラリアや南北アメリカに拡散したとされる。約1万2000年前に氷期が終わり、海水準の上昇により海中に没したそれらの陸地を、「エデン」に比定する仮説もある。

### 北ルート説と南ルート説
約6万年前に、現生人類がアフリカから出て拡散したルートは、エチオピアからバブ・エル・マンデブ海峡を渡ってアラビア半島に到達したとする上記の「南ルート説」の他に、エジプトからシナイ半島経由の「北ルート説」が提唱されており、考古学上の論争となっている。